# Paracephaleus marginatus
Paracephaleus marginatus är en insektsart som beskrevs av Waterhouse 1839. Paracephaleus marginatus ingår i släktet Paracephaleus och familjen dvärgstritar. Inga underarter finns listade i Catalogue of Life.